# Aeropuerto Internacional de Darwin
El Aeropuerto Internacional de Darwin (del inglés: Darwin International Airport) (IATA: DRW, OACI: YPDN) es el aeropuerto más transitado del Territorio del Norte y el décimo más transitado de Australia. Este es el único aeropuerto en Darwin. Este terminal se encuentra a aproximadamente 13 kilómetros del centro de la ciudad de Darwin, en el suburbio de Marrara. Las pistas de aterrizaje están compartidas con la Real Fuerza Aérea Australiana.
El Aeropuerto de Darwin posee una terminal internacional, una terminal para vuelos de cabotaje y una para carga. Este aeropuerto sirve a un promedio de 56.000 operaciones aéreas y 1.654.000 pasajeros por años.

## Aerolíneas y destinos

### Pasajeros

#### Destinos nacionales
| Aerolíneas                         | Destinos |
| ---------------------------------- | --- |
| Airnorth                           | Alice Springs, Broome, Cairns, Elcho Island, Gove, Groote Eylandt, Katherine, Kununurra, Maningrida, McArthur River Mine, Milingimbi, Tennant Creek, The Granites, Townsville Estacional: Perth |
| Alliance Airlines                  | Chárter: Alice Springs, The Granites |
| Arafura Aviation                   | Chárter: Bathurst Island, Maningrida, Milikapiti |
| Fly Tiwi                           | Gapuwiyak, Milikapiti, Minjilang, Nguiu, Pirlangimpi, Ramingining, Tennant Creek, Warruwi |
| Jetstar                            | Adelaida, Brisbane, Cairns, Melbourne, Sídney |
| Nexus Airlines                     | Broome, Kununurra |
| Qantas                             | Adelaida, Brisbane, Melbourne, Perth, Sídney |
| QantasLink                         | Adelaida, Alice Springs, Cairns, Canberra, |
| Virgin Australia                   | Adelaida, Brisbane, Melbourne, Perth |
| Virgin Australia Regional Airlines | Perth |

#### Destinos internacionales
| Ciudades por países | Nombre del aeropuerto                              | Aerolíneas                                                    | Aeronaves       | Frecuencias semanales |
| Asia                | Asia                                               | Asia                                                          | Asia            | Asia                  |
| ------------------- | -------------------------------------------------- | ------------------------------------------------------------- | --------------- | --------------------- |
| Indonesia           |                                                    |                                                               |                 |                       |
| Denpasar            | Aeropuerto Internacional Ngurah Rai                | Jetstar Airways                                               | A321-251NXLR    |                       |
| Singapur            |                                                    |                                                               |                 |                       |
| Singapur            | Aeropuerto Internacional de Singapur               | QantasLink (inicia 9 de diciembre de 2024) Singapore Airlines | E-190 B737-8MAX |                       |
| Timor Oriental      |                                                    |                                                               |                 |                       |
| Dili                | Aeropuerto Internacional Presidente Nicolau Lobato | Airnorth QantasLink                                           | E1 E-190        |                       |

### Carga
| Aerolíneas     | Destinos  |
| -------------- | --------- |
| Qantas Freight | Hong Kong |
| Toll Aviation  | Cairns    |